# Cine film

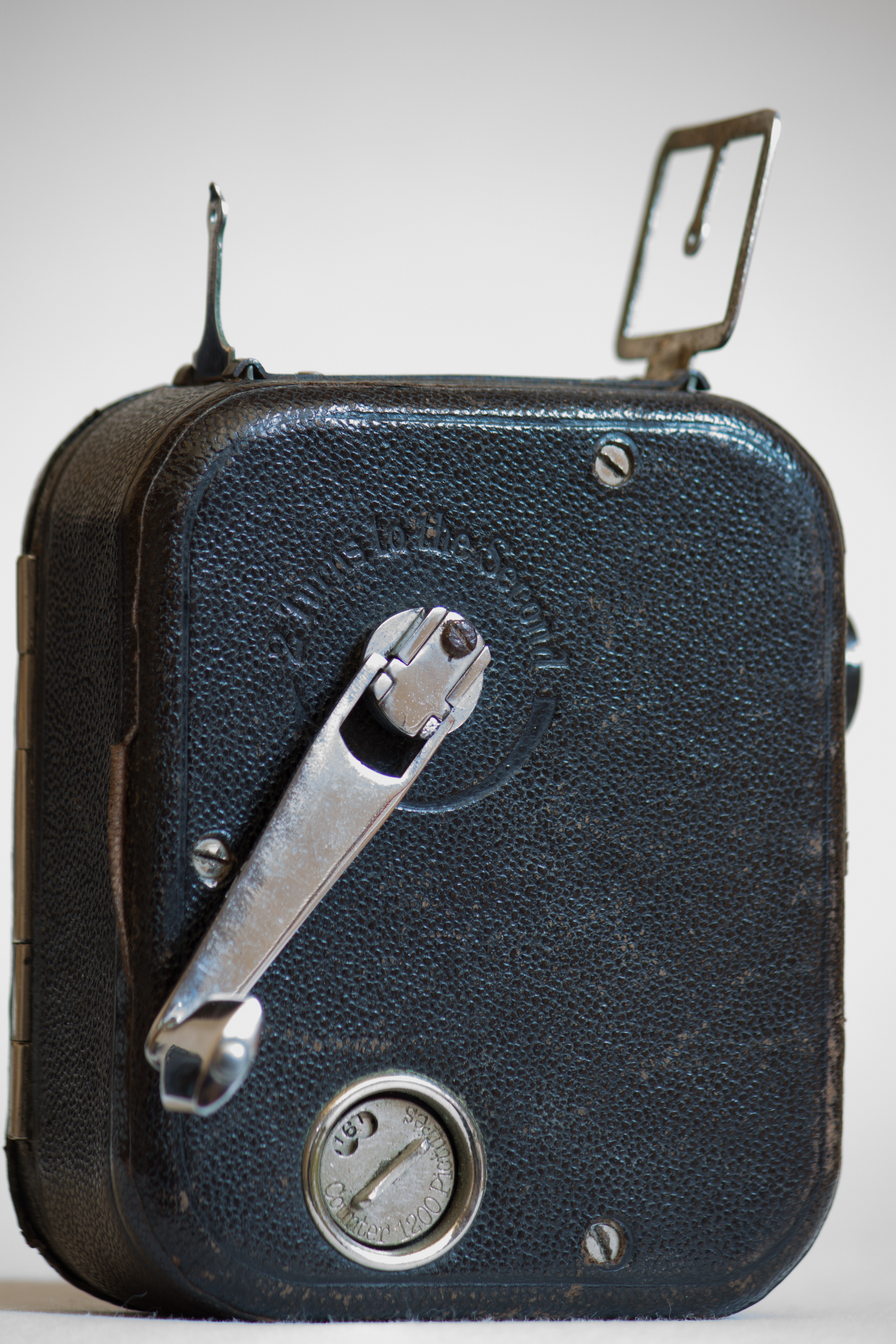
Pathé-Baby 9.5 mm càmera de pel·lícula de 1923, coneguda dins Gran Bretanya com a cine càmera.

Ciné Film o cine film és el terme que s'utilitza habitualment al Regne Unit per a referir-se als formats de pel·lícules de 8 mm, Super 8, 9.5 mm, i 16 mm que s'utilitzen per a pel·lícules casolanes. Normalment no s'utilitza per referir-se a formats professionals com pel·lícules de 35 mm o 70 mm, i és incorrecte si s'aplica a qualsevol format de vídeo. Als EUA, "movie film" és el terme informal comú per a tots els formats i "pel·lícula cinematogràfica" el formal.
Cine film significa literalment pel·lícula "en moviment"; que deriva del grec "kine" per al moviment; també té arrels en la paraula anglo-francesa cinematograph, que significa imatge en moviment.
Tot i que hi havia hagut intents anteriors, que normalment feien servir formats més grans, la introducció dels formats de 9,5 mm i 16 mm a principis de la dècada de 1920 finalment va aconseguir introduir la pràctica de mostrar còpies "play-in-home" llogades de pel·lícules realitzades professionalment, que, en el cas dels llargmetratges, generalment s'escurçaven molt dels originals.
Més significativament, aquests nous indicadors de cinema van ser els primers formats realment pràctics per fer "pel·lícules casolanes" d'aficionats ocasionals de viatges de vacances, reunions familiars i esdeveniments importants com ara casaments. De vegades es rodaven drames i comèdies amateur, generalment només per diversió i sense cap aspiració al mèrit artístic. De vegades, els cineastes professionals utilitzaven cinema per motius d'estalvi de costos o per evocar un efecte estètic particular.

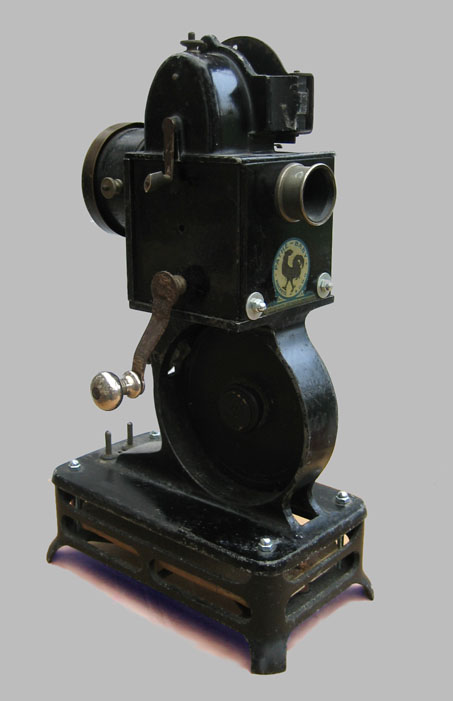
Projector de pel·lícules Pathe Baby per a pel·lícules de 9,5 mm en format cine de 1924.

La producció de pel·lícules amateur de 16 mm era una afició cara i limitada als benestants. El format de 9,5 mm va fer un ús més eficient de la pel·lícula i no va ser tan costós. El format de 8 mm, introduït el 1932, consumia només la quarta part de pel·lícula de 16 mm i, finalment, convertia les pel·lícules casolanes en un luxe raonablement assequible per a molts. Finalment, el format de 16 mm es va utilitzar principalment amb finalitats comercials, educatives i industrials com una alternativa compacta i reduïda de costos a la pel·lícula de 35 mm que produïa una imatge nítida i brillant en pantalles més petites.
Cine film, sent generalment disponible, era també utilitzat per enregistrar dada científica, ambé s'utilitzaven per registrar dades científiques, com ara observacions del comportament dels animals i de la marxa humana. En alguns casos, com ara estudis de dinàmica de fluids, la gravació es feia a la pel·lícula de cinema a velocitats més altes que les que s'utilitzen a les pel·lícules domèstiques.
A mitjan anys setanta,es van introduir els gravadors de videocasetes domèstics Betamax i VHS videocassets de casa. Les càmeres de vídeo en color, anteriorment fora de l'abast financer de tots, excepte dels aficionats més rics, [es necessita una cita] es van anar fent més i més petites. Les càmeres de vídeo amb bateria (camcorders) combinaven la gravadora i la càmera en una unitat portàtil i cada vegada més compacta i assequible. A principis dels anys vuitanta, una hora de cinta de vídeo en blanc no costava més d'un rotlle de tres minuts de 50 peus de pel·lícula de 8 mm, en part substancial a causa dels costos associats al processament químic d'aquesta última. L'escriptura estava a la paret per a la pel·lícula cinematogràfica com a article del mercat massiu, tot i que fins i tot a principis de la dècada de 2010 tots els formats de pel·lícula esmentats encara es basen en material i processament de pel·lícules nous, encara que només d'uns pocs proveïdors especialitzats.
Com que el cinema cinematogràfic és ara un format obsolet, algunes empreses ofereixen un servei pel qual aquestes pel·lícules es converteixen en formats moderns com el DVD, i els aficionats han ideat maneres de realitzar la transferència amb equips de bricolatge.